# Pedro González de Mendoza (cardenal)

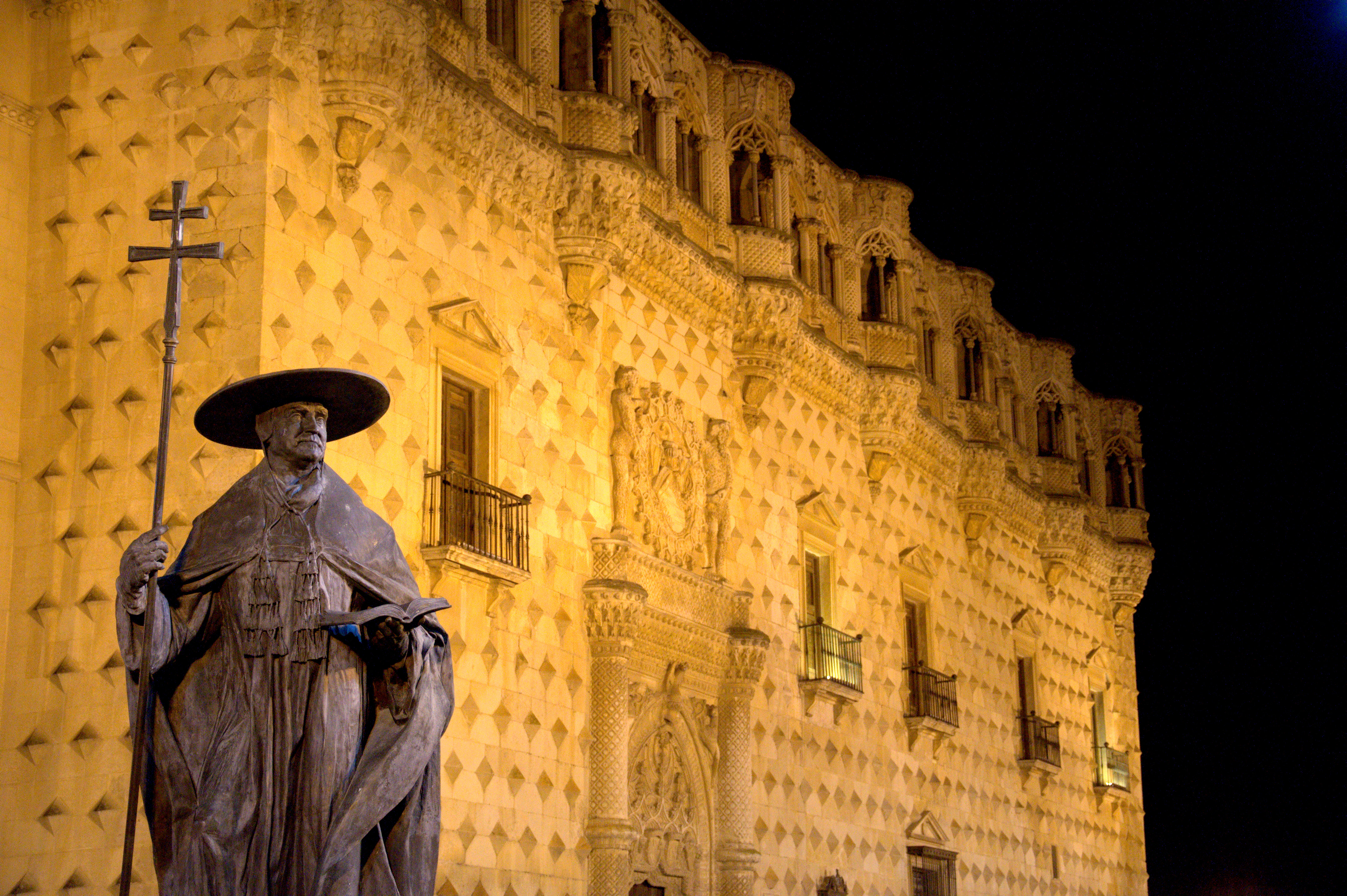
El Cardenal Pedro González de Mendoza delante del Palacio del Infantado.

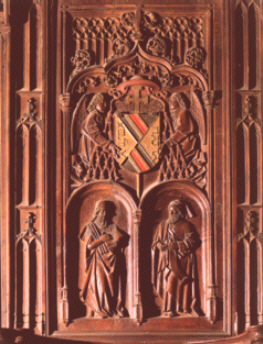
Escudo del cardenal en el coro de la catedral de Sigüenza.

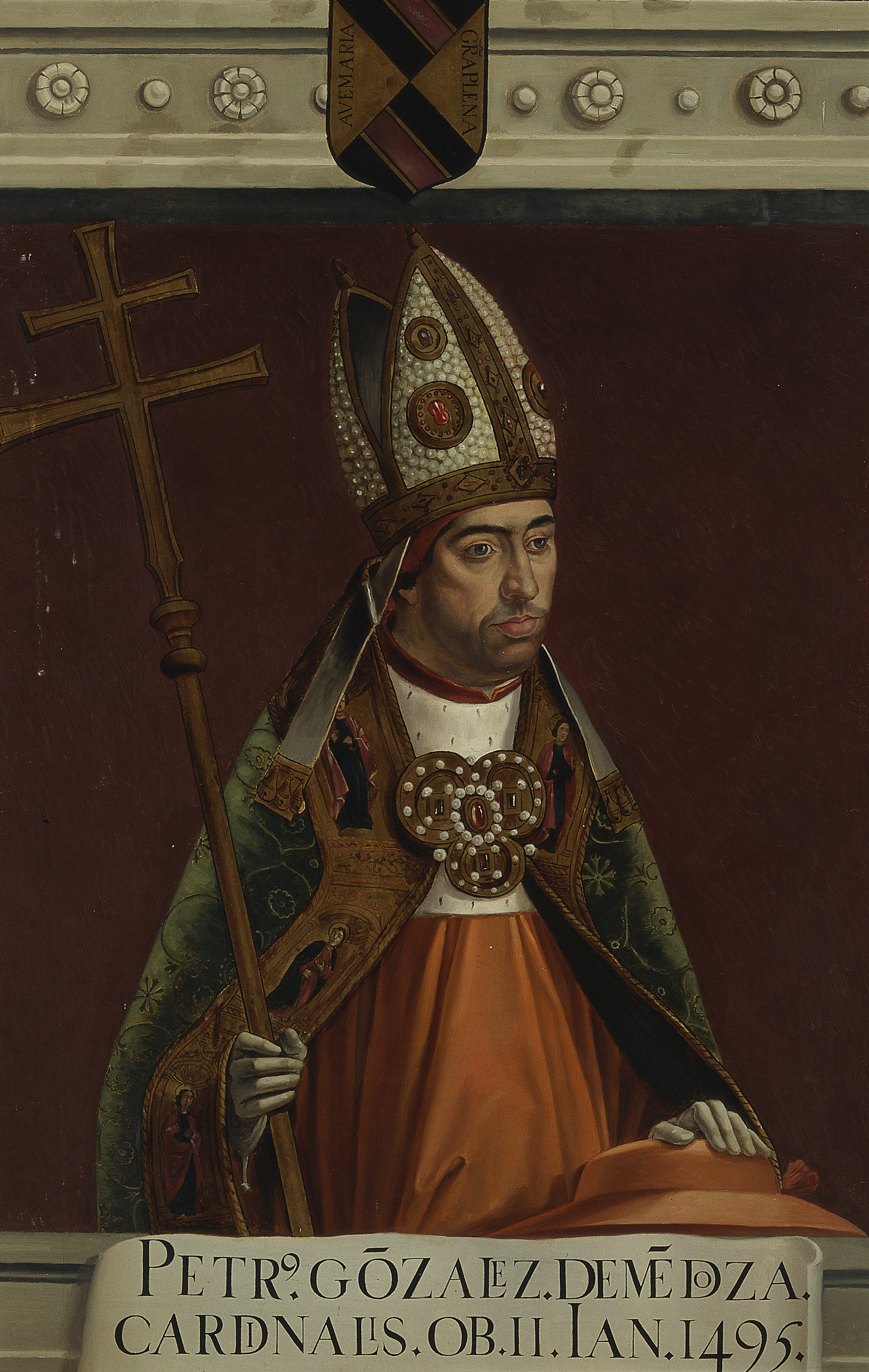
El cardenal Pedro González de Mendoza por Matías Moreno (Museo del Prado).

Pedro González de Mendoza (Guadalajara, 3 de mayo de 1428-Guadalajara, 11 de enero de 1495) fue un eclesiástico, político, militar y mecenas castellano, conocido como Gran Cardenal de España. Perteneciente a la alta nobleza y al linaje de la Casa de Mendoza, fue el quinto hijo de Íñigo López de Mendoza, I marqués de Santillana, y de su esposa Catalina Suárez de Figueroa; sus padres lo destinaron a la carrera eclesiástica desde la cuna. Mendoza constituye una de las figuras más brillantes de la aristocracia de la segunda mitad del siglo XV, en el paso del mundo medieval al moderno:
- Se encumbró en la Iglesia española gracias a su linaje, pero también a su formación universitaria. Genealogista y conocedor de historia y nobiliaria, destacó como administrador de asuntos de Estado y por preocuparse de la educación del clero. Por otra parte, su vida privada fue al estilo de la época; tuvo varios cargos, residió en la corte y legitimó a sus hijos naturales.
- En lo político, el cardenal alcanzó gran influencia con Enrique IV de Castilla y con el papa Sixto IV, y en tiempos de los Reyes Católicos se decía que era «el tercer rey de España». Prosperó entre guerras civiles y cambios gracias a sus grandes méritos como consejero de Castilla, agente diplomático y obispo-guerrero, y a su capacidad para adaptarse, permanecer junto al triunfador y practicar el nepotismo.
- En lo cultural Mendoza fue un mecenas excepcional y uno de los responsables de dos  cambios fundamentales en la mentalidad moderna: el avance del Renacimiento en España y el descubrimiento de América.

## Biografía
Pasó su niñez en Guadalajara; estando destinado a la carrera eclesiástica, la influencia de los Mendoza facilitó su nombramiento de cura de Santa María de Hita con doce años de edad, y de arcediano de Guadalajara con catorce. En 1442 su padre lo mandó a Toledo para educarse junto a su tío, el entonces arzobispo Gutierre Álvarez de Toledo; allí estudió Retórica, Historia y Latín, hasta la muerte de su protector en 1445.
Después pasó a estudiar Cánones y Leyes en la Universidad de Salamanca entre 1446 y 1452, doctorándose en ambas ramas del Derecho, el civil y el eclesiástico.

### En la corte de Juan II
En 1452 llega a la corte de Juan II, donde es nombrado capellán de la capilla real. Un año después, en junio de 1453, moría decapitado en Valladolid Álvaro de Luna, favorito hasta entonces del rey y enemigo recalcitrante del marqués de Santillana. El año siguiente (1454) moría el rey Juan II, y a la edad de 27 años Pedro sería designado obispo de Calahorra y la Calzada.

### En la corte de Enrique IV
En mayo de 1455, el nuevo rey Enrique IV de Castilla organizó una campaña contra el reino de Granada, en la que participaron el marqués de Santillana y la mayoría de sus hijos, hermanos de don Pedro. Antes de partir, hizo testamento el marqués y legó a su quinto hijo, el clérigo, el señorío sobre las villas alcarreñas de Pioz y El Pozo de Guadalajara. En la primera de ellas, Mendoza levantaría, poco después, un coqueto castillo que aún se conserva. En 1456 el joven obispo de Calahorra dejó de residir en su sede y pasó a la corte de Enrique IV, donde inició una nueva etapa de intensa actividad política.
Cuando murió su padre, en marzo de 1458, Pedro González de Mendoza pasó a encabezar la poderosa familia de los Mendoza, que más tarde daría origen a varias líneas de la alta aristocracia castellana, como la Casa del Infantado o la del marquesado de Mondéjar; utilizando hábilmente sus grandes influencias en la corte castellana, para su encumbramiento personal y el de sus hermanos.
Tras un primer momento de enfrentamiento con el rey, se convirtió en uno de sus consejeros más cercanos y tomó parte activa, siempre en favor de Enrique IV, en las luchas contra la nobleza levantisca; se mantuvo permanentemente enfrentado al arzobispo de Toledo Alfonso Carrillo de Acuña y a Juan Pacheco, marqués de Villena, sus grandes rivales en la corte. Desde entonces, la política de los Mendoza consistió en prosperar mediante el apoyo al poder real y combatiendo las tendencias más contestatarias de la nobleza. En estas circunstancias el rey recompensó a Pedro en 1456 con la mitra episcopal de la villa de Sigüenza, en las tierras de la familia.
En marzo de 1460 Pacheco, entonces favorito del rey, envió tropas contra Guadalajara, la villa donde los Mendoza mantenían su dominio, logrando apoderarse de ella con una celada. Nombró nuevos cargos favorables a su partido y declaró fuera de la ley a Diego Hurtado de Mendoza, segundo marqués de Santillana, y a sus hermanos, quienes tuvieron que huir a Sigüenza, donde Pedro González de Mendoza ya era titular del obispado. Y para agradar a la población, Pacheco no dudó en conseguir que Enrique IV de Castilla otorgara a Guadalajara el título de «ciudad».
No duró mucho la mala fortuna familiar, y el obispo logró hacer las paces con el rey e incluso enemistarlo con el de Villena, facilitando la llegada de un nuevo favorito a la corte, Beltrán de la Cueva, yerno de Diego Hurtado de Mendoza, segundo marqués de Santillana y hermano mayor de Pedro.
A partir de 1462, la lealtad de los Mendoza a Enrique IV se tradujo en un apoyo permanente a los derechos de su hija Juana la Beltraneja, nacida el 28 de febrero de aquel año, frente a la apuesta de Carrillo y Pacheco por los hermanastros del rey, Alfonso e Isabel. Estos no dudaron en extender la especie, sin ningún tipo de pruebas, de que la princesita no era hija del rey, sino de Beltrán de la Cueva, con lo que le quedó el cruel apodo con el que ha pasado a la historia

### El conflicto sucesorio y el cambio de bando
El rey dependió cada vez más del apoyo de los Mendoza ante adversarios tan poderosos. No tardó en estallar la guerra civil; en 1465, en la farsa de Ávila, el arzobispo Carrillo quitó la corona a un muñeco que representaba a Enrique IV y su partido se alzó en armas, apoyando los derechos del pequeño Alfonso de Castilla, medio hermano del rey. Pedro González de Mendoza dispuso que su hermano Íñigo López de Mendoza y Figueroa custodiara a la princesa Juana en la fortaleza de Buitrago y que tropas de su hermano Diego Hurtado de Mendoza blindaran los territorios que la familia poseía en la frontera de Aragón, con el objetivo de evitar la entrada en Castilla del príncipe Fernando a raíz de su casamiento con la princesa Isabel.
El obispo luchó personalmente junto a otros miembros de la familia Mendoza en la segunda batalla de Olmedo de 1467 en defensa de la causa de Enrique IV de Castilla; pero este apoyo no fue gratuito. Con la habilidad indicada para la obtención de nuevos cargos eclesiásticos, que le darían importantes beneficios económicos, Pedro obtuvo en 1469 el cargo de abad de San Zoilo, en Carrión de los Condes, por bula del papa Paulo II, y también, a petición de Enrique IV ante el papa, sería nombrado arzobispo de Sevilla.
Mientras tanto, la muerte del príncipe Alfonso en el verano 1468 no supuso el fin de la rebelión. Carrillo apostó por la joven Isabel, hermana del príncipe fallecido y futura reina de Castilla. Los Mendoza mantuvieron firme su apuesta por la princesa Juana, hasta tal punto que vieron con bochorno, y como una traición, el hecho de que el rey Enrique cediese, en los toros de Guisando, los derechos de su hija.
Y aunque había sido principal valedor de los derechos legítimos de Juana la Beltraneja, a partir de 1473, un año antes de la muerte del rey, se pasaron don Pedro González de Mendoza y todos sus hermanos al bando de la princesa Isabel. En este giro pesó la rivalidad en la carrera eclesiástica y política con el arzobispo Carrillo. Tampoco fue ajena la visita que aquel año hizo a Castilla y a Sigüenza el futuro papa Alejandro VI, el entonces cardenal Borja, con la promesa de grandes mercedes del partido aragonés en Roma. Detrás estaba el rey Juan II de Aragón, antiguo protagonista de las guerras civiles castellanas como duque de Peñafiel y ahora principal valedor de los derechos de su hijo Fernando. Las promesas se cumplieron rápidamente y el papa Sixto IV lo nombró cardenal bajo la advocación de Santa María in Dominica, que luego él cambio por la de Santa Cruz; el rey lo tituló «Cardenal de España», también a finales de aquel mismo año.
Desde entonces Pedro González de Mendoza y toda su familia permanecieron al lado de la futura reina, es decir, de la persona que a su criterio estaba mejor situada y más capacitada para ejercer el poder real del que dependía la prosperidad del clan. Muertos Pacheco y Enrique IV, acudió en diciembre de 1474 a la coronación de Isabel en Segovia, y allí soliviantó definitivamente los celos de su rival Carrillo, que decidió pasarse al bando de doña Juana e iniciar otra nueva guerra. El cardenal Mendoza constituyó un apoyo decisivo durante la Guerra de Sucesión Castellana para la causa isabelina contra los partidarios de Juana la Beltraneja.

### En la corte de los Reyes Católicos
La colaboración del cardenal y los monarcas fue inmediata y total, sin fisuras; como cuando mandó los ejércitos reales contra la invasión portuguesa, el 1 de marzo de 1476 en la batalla de Toro, que sirvió para asentar definitivamente a Isabel en el trono castellano. Mendoza se convirtió en uno de los principales consejeros de los Reyes Católicos, sobre todo en asuntos religiosos; y también en uno de los negociadores más capacitados de su aparato diplomático. En 1477 obtuvo un gran éxito acabando con la beligerancia francesa a favor de Juana y consiguiendo se inclinasen hacia los reyes en la guerra civil del Reino de Navarra; el rey Luis XI de Francia quedó tan encantado con el cardenal que lo nombró Abad de Fécamp. Al año siguiente recibió «en administración perpetua» el obispado de Osma, y la reina Isabel legitimó a los dos hijos que había procreado con doña Mencía.

#### Restitución de Rosellón y Cerdaña

Mapa geo-político de Francia y frontera con España en 1477.

Juan II de Aragón, padre de Fernando II de Aragón, tenía empeñados en garantía de un crédito el condado de Rosellón y el condado de Cerdaña al rey Luis XI de Francia. Cuando el 14 de junio de 1474 tropas francesas invadían el Rosellón, Castilla, que ya estaba en guerra con Francia, también lo estuvo por Cataluña. Mediante la diplomacia del cardenal se ofreció a Luis XI una resolución jurídico-diplomática del conflicto y obtuvo un año de tregua. Las delegaciones diputadas se acercaron a Fuenterrabía y Bayona (Francia) reuniéndose en San Juan de Luz el 9 de noviembre de 1478. Por parte de los reyes acudió Juan Ruiz de Medina y por parte del cardenal, que actuaba como «tercero» o «tercería» entre España y Francia, Alonso Yáñez, vicario del obispado de Siguenza y diplomático suyo. Por la del rey de Francia el conde de Lescaut y el obispo de Lubierre, abad de san Denis.
El rey de Francia otorgó poder al cardenal, por capítulo de cinco años (1483), para la tenencia provisional («en tercería») de Perpiñán («capital del condado de Rosellón») con todas las fortalezas de ambos condados hasta dilucidar las diferencias sobre el señorío. La tregua capitulada se ratificó en Guadalupe en febrero de 1479. Un año después de la Conquista de Granada (1492) Fernando II de Aragón retomaba la pacífica posesión de los condados, a quien correspondían por su condición de rey de Aragón desde que, en su testamento, Gerardo II, último conde independiente de Rosellón, estableció que el condado «todo íntegramente lo doy a mi señor el rey de los aragoneses» por la fe depositada en su soberano Alfonso II de Aragón, que fue reconocido como rey en Perpiñán en 1172.

#### Arzobispo de Toledo

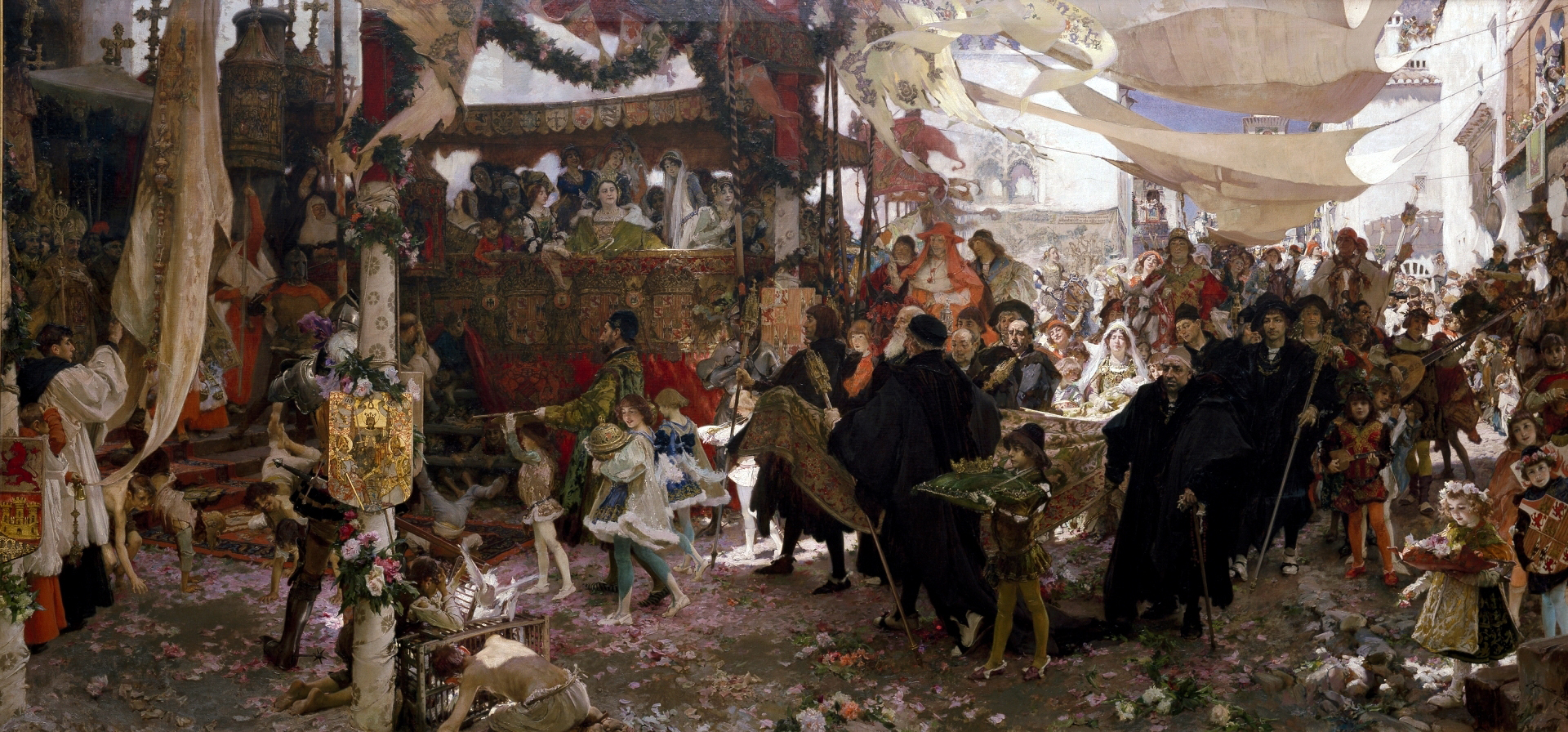
Cortejo del bautizo del príncipe don Juan, hijo de los Reyes Católicos, por las calles de Sevilla, obra de Francisco Pradilla. Los Reyes Católicos y el cardenal Mendoza, arzobispo de Sevilla, presiden el cortejo.

El 1 de julio de 1482 había muerto el revoltoso don Alfonso Carrillo de Acuña, arzobispo de Toledo. Quedaba vacante así la sede primada hispana. El 13 de noviembre de 1482, Pedro González de Mendoza alcanzó del papa Sixto IV el nombramiento de arzobispo de Toledo, abandonando el resto de sus cargos, menos el obispado de Sigüenza.
El primado siguió reforzando su influencia en la corte mediante la colocación de personas de su entorno en los puestos clave. En los primeros meses de 1492 se buscaba al nuevo confesor de la reina, que sustituiría a fray Hernando de Talavera tras el nombramiento de este como arzobispo de Granada; Mendoza insistió a doña Isabel para que aceptara a un oscuro y terco franciscano del monasterio alcarreño de La Salceda, introduciendo así en las más altas esferas al futuro Cardenal Cisneros.

#### Guerra de Granada y descubrimiento de América

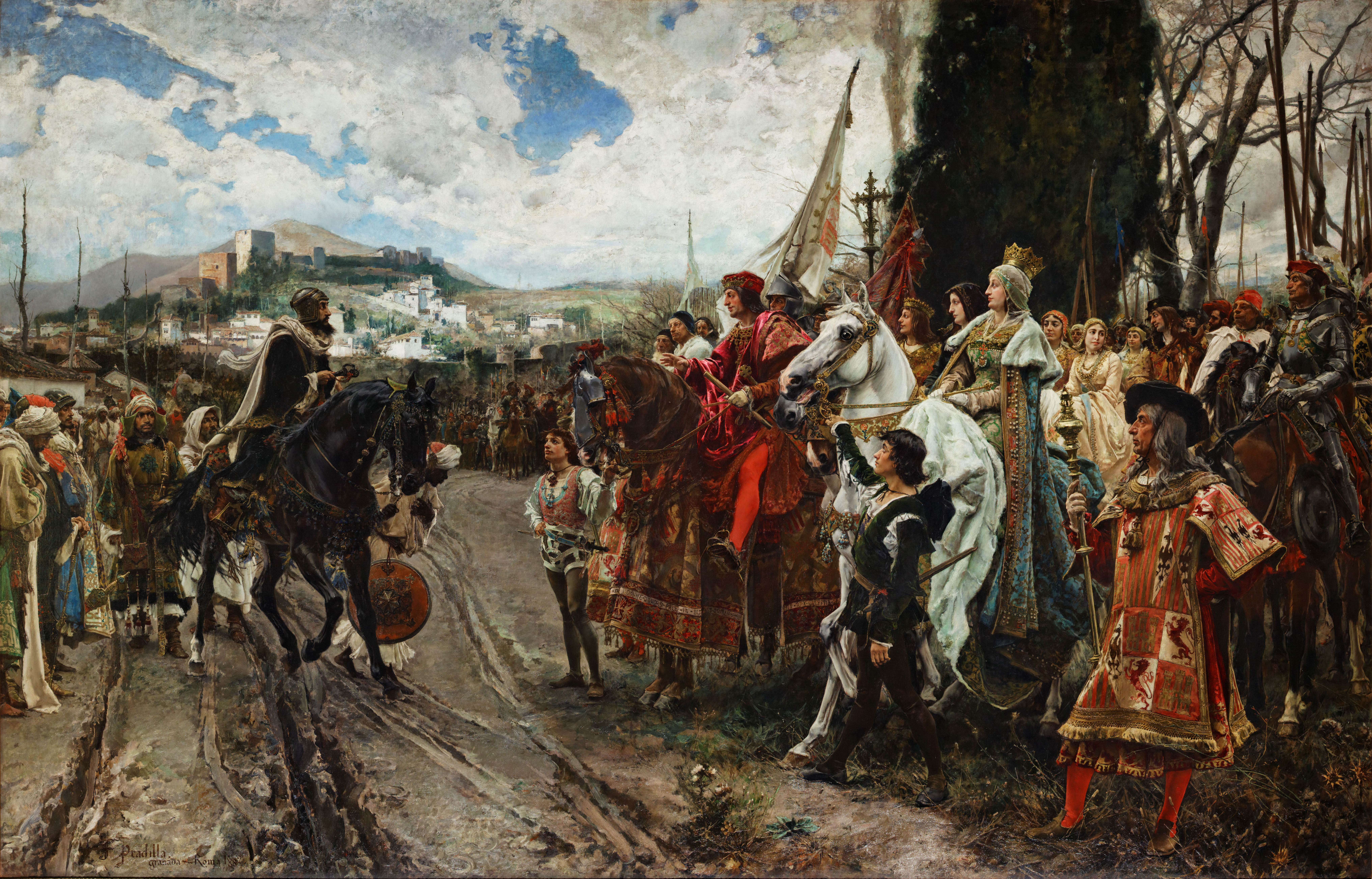
La rendición de Granada, por Francisco Pradilla.

Terminada en 1479 la guerra con Portugal y afirmados los derechos al trono, los reyes buscaron como nuevos objetivos a su reinado la unidad peninsular y religiosa. Las expediciones militares de primavera y verano contra el reino nazarita se intensificaron a partir de 1485. Todos los Mendoza participaron, campaña tras campaña; en 1485 encontramos al cardenal en Córdoba, acompañando a don Fernando; dos años después, 1487, entra en Málaga y finalmente en 1492, acompañado por su sobrino el gran Tendilla, coloca el pendón castellano, en la Alhambra de Granada.
Además del problema de los conversos, para el que Pedro siempre mantuvo posturas comprensivas, su actitud política fue de gran importancia para otro de los grandes proyectos del reinado de los Reyes Católicos, el viaje de Cristóbal Colón al Nuevo Mundo; desde el principio recibió el apoyo de Luis II de la Cerda, I duque de Medinaceli, sobrino del cardenal. El bloque siempre homogéneo de los Mendoza, con el cardenal Pedro González al frente, fue uno de los grandes impulsores, con la financiación de la dilatada espera de Colón, hasta conseguir la aprobación real y, sobre todo, la consecución del interés y el compromiso de la reina Isabel I respecto a los proyectos colombinos, cuando todo el esfuerzo del Reino de Castilla se dedicaba a la toma del reino de Granada.

## Vida privada

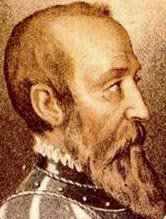
Rodrigo Mendoza, marqués del Cenete, hijo del Cardenal.

Según las crónicas, a Pedro se le atribuían tres hijos que la reina Isabel conocía como «los lindos pecados del Cardenal». De los amores que a partir de 1460 tuvo con Mencía de Lemos, hija del primer señor de Trofa y acompañante de la reina Juana, nacieron dos hijos: Rodrigo Díaz de Vivar y Mendoza, futuro marqués del Cenete, nacido en Guadalajara en el palacio de los Mendoza en 1462, y Diego Hurtado de Mendoza y Lemos, luego conde de Mélito y señor de Almenara, nacido en 1468 en el Real del Manzanares, «en amaneceres».
En 1476, pidió a la reina Isabel la legitimación de sus dos hijos, que le fue concedida el 15 de junio de ese año; en 1478, Sixto IV concedió al cardenal autorización para testar a favor de sus hijos, y su sucesor Inocencio VIII, en 1486, le concedió la verdadera legitimación. Años después, los Reyes Católicos concedieron la capacidad de instituir los mayorazgos que quisiera a favor de sus hijos. Aquí aparece el tercer hijo del cardenal, Juan Hurtado de Mendoza y Tovar, nacido años atrás en Valladolid, de Inés de Tovar, y al que no se le consignaría mayorazgo alguno.

## Fallecimiento
En la ciudad de Guadalajara, el 11 de enero de 1495, tras casi un año prostrado por una grave enfermedad renal y recibiendo la visita de los Reyes Católicos en más de una ocasión, moría el gran cardenal. Dejó como heredero de todos sus bienes al hospital de la Santa Cruz de Toledo. Su féretro, acompañado por los Reyes en una solemne comitiva que duró cuatro días, trasladó el cadáver desde Guadalajara hasta Toledo, donde fue enterrado en el presbiterio de la catedral, como él había elegido.

## Labor cultural

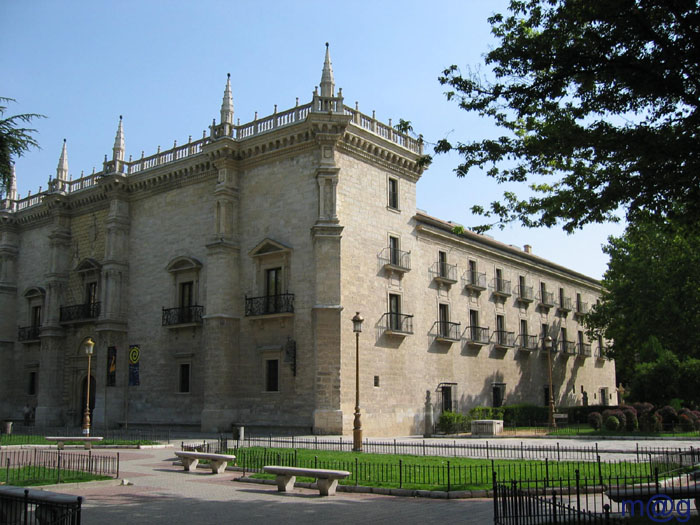
El Colegio Mayor de la Santa Cruz de Valladolid.

Su papel más importante en la cultura de la segunda mitad del siglo XV fue como mecenas. Gracias al cardenal Mendoza, la arquitectura castellana se renovó totalmente, entrando con él los modismos renacentistas, influido por el cardenal don Rodrigo de Borja, el futuro papa Alejandro VI, enviado por el papa Sixto IV, en 1472, para sosegar las diferencias entre Enrique IV y su hermana Isabel.
La tarea constructiva fue infatigable. Sabía que la construcción de edificios y el adorno de los mismos le atraería el cariño de las gentes, máxime cuando en cada uno de esos edificios aparecerían las armas de su linaje y el escudo heráldico del cardenal.
Sus obras se extendieron por todo el reino de Castilla:
- En Valladolid, el Colegio Mayor Santa Cruz, acabado en 1492.

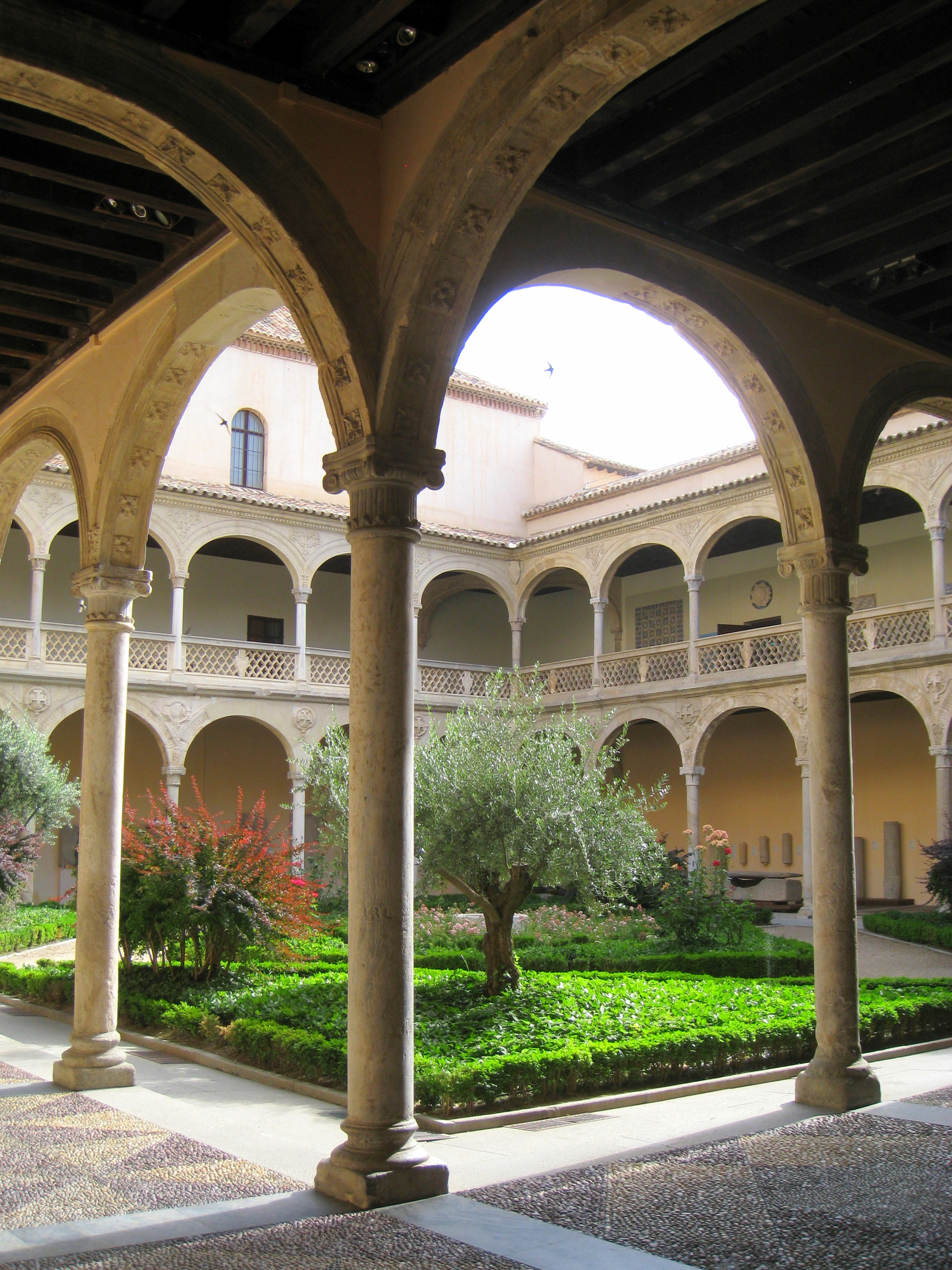
El hospital de la Santa Cruz de Toledo.

- En Toledo, el hospital de la Santa Cruz, buena parte del palacio arzobispal, la sillería baja del coro de la catedral con la talla de la guerra de Granada (de Rodrigo Alemán).

- En Alcalá de Henares, la reforma del palacio de los obispos y la ampliación de las Escuelas Generales.
- En Sevilla, obras en la Catedral, en San Francisco y en la iglesia de Santa Cruz.
- En la Catedral de El Burgo de Osma, la portada principal del mediodía, la sacristía y el púlpito del Evangelio, en la Catedral, muy similar al de Sigüenza.

Incluso dejó testimonio de su mecenazgo en Roma y Jerusalén:
- En Roma, la reedificación completa de la iglesia de la Santa Cruz o Croce.
- En Jerusalén, la consolidación de la iglesia del Santo Sepulcro y la construcción de otro templo en honor de la Santa Cruz.

### Obras en la provincia de Guadalajara

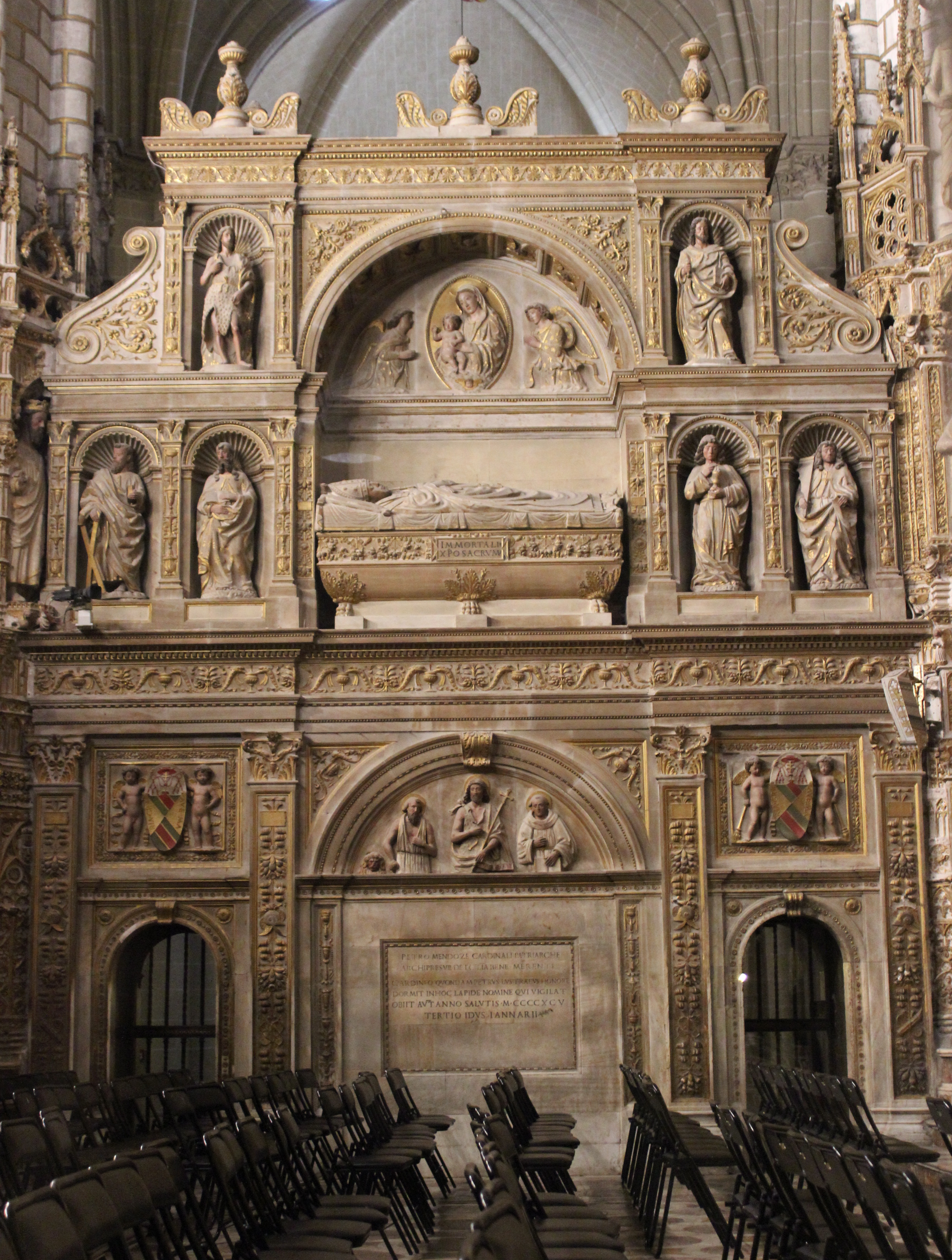
Sepulcro del cardenal en la capilla mayor de la catedral de Toledo.

Pero donde más numerosas fueron las obras y mecenazgos del Cardenal fue en la provincia de Guadalajara, lugar donde nació y donde su familia tenía la mayoría de sus posesiones:
- Casa-palacio de Guadalajara, palacio de estilo renacentista de gran fama en el siglo XV y XVI, destruido por un incendio en el siglo XVIII.

- Castillo de Jadraque o castillo del Cid, construido con la estructura actual en el último tercio del siglo XV, acercándose al carácter palaciego de las residencias renacentistas de estilo italianizante.

- Monasterio de Sopetrán, el antiguo monasterio de Santa María de Sopetrán, localizado cerca de la desembocadura del río Badiel con el Henares, con la construcción de la sacristía.

- Monasterio de San Francisco en Guadalajara, en su iglesia sobre todo, instituido como panteón de la familia Mendoza desde 1395 y desde el siglo XVII, también cripta de los duques del Infantado.

- Universidad de Sigüenza, en 1476 fue fundado el Colegio Grande de San Antonio de Portaceli. El papa Sixto IV aprobó las Constituciones primitivas, en 1483 y promulgadas el 7 de julio de 1484. Unos años después, y a petición del cardenal, el papa Inocencio VIII promulgó una bula papal, en abril de 1489, que permitirá conceder grados de bachiller, licenciado, maestro y doctor de las materias impartidas.

- Catedral de Sigüenza, realizó varias obras, como el coro.